# Kyselina vinylfosfonová
Kyselina vinylfosfonová je organická sloučenina patřící mezi fosfonové kyseliny. V čisté podobě je bezbarvou pevnou látkou (komerčně prodávané vzorky bývají často nažloutlé a kapalné) s nízkou teplotou tání. Používá se na výrobu polymerů používaných do lepidel. Podobně jako jiné fosfonové kyseliny má čtyřstěnnou molekulu s centrem tvořeným atomem fosforu; na který je navázána organická funkční skupina (zde vinyl (ethenyl)), dále dva hydroxyly a jeden atom kyslíku.

## Příprava
Kyselinu vinylfosfonovou lze připravit několika způsoby, nejčastěji se používá adice chloridu fosforitého na acetaldehyd
PCl3 + CH3CHO → CH3CH(O−)PCl +
3 
následovaná reakcí vytvořeného aduktu s kyselinou octovou
CH3CH(O−)PCl +
3  + 2 CH3CO2H → CH3CH(Cl)PO(OH)2 + 2 CH3COCl
a dehydrochlorací.
CH3CH(Cl)PO(OH)2 → CH2=CHPO(OH)2 + HCl

## Použití
Polymerizací kyseliny vinylfosfonové vznikají polyvinylfosfonové kyseliny, používané v lepidlech určených ke spojování organických a anorganických povrchů, například mezi nátěry a natíranými povrchy. Homopolymery i kopolymery této kyseliny se také používají k odstraňování vodního kamene a rzi.
Polyvinylfosfonové kyseliny jsou složkami polymerních elektrolytových membrán používaných v palivových článcích, hydrogelech sloužících k dopravě léčiv do cílových orgánů a v biomimetické mineralizaci.